# Protachorutes
Genre
Protachorutes est un genre de collemboles de la famille des Neanuridae.

## Liste des espèces
Selon Checklist of the Collembola of the World (version du 2 novembre 2019) :
- Protachorutes bicolor (Christiansen & Bellinger, 1980)
- Protachorutes pyrenaeus Cassagnau, 1955

## Publication originale
- Cassagnau, 1955 : Sur un essai de classification des Neanuridae holarctiques et sur quelques espèces de ce groupe (Collembola). Revue Française d'Entomologie, vol. 22, p. 134-163.